# Drewin
Drewin ist eine Ortslage im Stadtteil Klein Trebbow der Stadt Neustrelitz im Bundesland Mecklenburg-Vorpommern. Er liegt zehn Kilometer südlich der Stadt unweit der Bundesstraße 96.

## Geografie
Der Ort liegt etwa neun Kilometer südlich des Neustrelitzer Stadtkerns in einer waldreichen Gegend. In der näheren Umgebung liegen der Krumme See, der Hüchsensee, der Buttersee und der Mummelsee.

## Geschichte
Drewin war seit dem 1. April 1937 ein Teil der Gemeinde Klein Trebbow. Seit 1992 gehört die Ortschaft Klein Trebbow einschließlich Drewin zu Neustrelitz.

## Infrastruktur
Die Wege im Ort sind nicht benannt. Daher sind die etwa 15 Häuser nur nummeriert. Die Bebauung ist geprägt durch Einfamilienhäuser, alte Bauernhäuser und die Revierförsterei. Bis in die 2000er Jahre waren viele Straßen in Drewin noch nicht befestigt.
Am Rande des Dorfes verlaufen westlich die Bahnstrecke Berlin–Stralsund und östlich die Bundesstraße 96, früher gab es in Drewin einen kleinen Bahnhof.
Die Anbindung an Neustrelitz bzw. Strelitz-Alt wird unter der Woche mit den Linienbussen der MVVG hergestellt (Buslinie 640), wobei i. d. R. eine telefonische Voranmeldung notwendig ist. In den Schulferien ist das Angebot auf einzelne Wochentage beschränkt.